# Michael Dadak
Michael Dadak (* 4. Oktober 1958 in Wien) ist ein österreichischer Politiker der Freiheitlichen Partei Österreichs (FPÖ), der sich über mehrere Jahrzehnte hinweg in der Wiener Kommunalpolitik engagiert hat.

## Werdegang

### Ausbildung und Beruf
Dadak besuchte die Volksschule, Bundesrealgymnasium und Handelsakademie. Er absolvierte eine Ausbildung zum Werkzeugmacher und Formenbauer. Später war er in der Werbebranche tätig und führte eine Werbeagentur.

### Politische Laufbahn
Dadaks politische Karriere begann mit seiner Rolle als Bezirksrat in Meidling (12. Wiener Gemeindebezirk). Dieses Amt hatte er von 1996 bis 2010 inne. Seit 2001 war er darüber hinaus bis zum Ende seiner Zeit als Bezirksrat Vorsitzender-Stellvertreter der Bezirksvertretung.
2010 verließ Dadak den Bezirksrat zugunsten zweier anderer Mandate: Er war zum Gemeinderat und Landtagsabgeordneten gewählt worden. Ab dem 25. November 2010 saß er als Abgeordneter der FPÖ im Wiener Landtag. Dieses Amt hatte er bis 2015 inne.
Nach seiner Zeit im Landtag kehrte er in die Bezirksvertretung zurück und übernahm ab 2015 die Rolle des Bezirksvorsteher-Stellvertreters. Diese Funktion übte er bis zum Eintritt in den Ruhestand 2020 aus.
Im Januar 2024 wurde Michael Dadak von der FPÖ-Meidling für sein langjähriges Engagement geehrt und einstimmig zum Ehrenbezirksparteiobmann gewählt. Die Partei würdigte seine besonnene Art und seine kontinuierliche Unterstützung innerhalb der Bezirksleitung.

## Auszeichnungen
- 2023: Silbernes Ehrenzeichen für Verdienste um das Land Wien[1]